# Mateo Fossa
Mateo Fossa (1896 — 1973) foi um líder operário argentino. Fundador e dirigente desde 1917 era secretário-geral da Federação dos Trabalhadores da Madeira , integrou o Partido Comunista da Argentina rompendo com ele em 1927, tornou-se seguidor de Trotsky. Nos últimos anos de sua vida ingressou no Partido Socialista de los Trabajadores (PST).

## Biografia
Nasceu em Buenos Aires em 1896. Desde muito jovem, operário do setor de madeira, simpatizou com o espírito revolucionário dos velhos anarquistas e trabalhou com eles, impulsionando a organização sindical. Suas inclinações políticas o levaram a ingressar na juventude do Partido Socialista em 1913. Onde se alinhou com a ala internacionalista que rechaçou a guerra interimperialista e logo fundou o Partido Comunista da Argentina. Ao começar a virada burocrática de Stalin, Mateo Fossa então encabeçou o sector que passa a editar o jornal La Chispa(órgão do Partido Comunista Obrero, POC) e logo se uniu a Oposição de Esquerda de Leon Trotsky.
Foi o dirigente indiscutido da greve dos trabalhadores do setor da madeira de 1934, que conquistou a semana laboral de 40 horas. 
Participou na greve da construção civil de outubro de 1935, organizando o comitê de solidariedade da Federação dos Trabalhadores da Madeira, que cumpriu um papel decisivo para o triunfo da greve, pois esta se transforma em greve geral com ação de massas nos dias 7 e 8 de janeiro de 1936. A pauta foi negociada pessoalmente por Mateo Fossa, obteve-se integralmente as de reivindicações terminou com uma vitória que solidificou a unidad sindical e impulsionou a fundação da Confederação Geral do Trabalho (CGT).

## Encontro com Trotsky no México
Em outubro de 1938, mais de trinta sindicatos o elegeram para que participar no Congresso que fundaria a Confederação de Trabalhadores Latino-americanos no México. Entretanto, Mateo Fossa, apesar da representatividade que tinha, não pôde participar, pois foi acusado de “trotskista”. O sindicalista argentino disse, dias antes que o congresso tinha um funcionamento totalmente burocrático imposto pelo estalinismo.
Em 11 de outubro de 1938, foi publicado, uma declaração sobre estes eventos. Nele, Trotsky criticava duramente o caráter do congresso: “Este congresso, preparado pelas costas das massas, foi utilizado unilateralmente com propósitos que nada tem a ver com os interesses do proletariado Latino-americano, mas ao contrário, são fundamentalmente hostis a esses interesses. A ‘confederação’ criada neste congresso não representa a unificação do proletariado organizado de nosso continente, mas sim uma fração política estritamente ligada a oligarquia de Moscou” 
Em seguida, analisa o caráter burocrático e a ligação com os diferentes governos burgueses que a maioria dos participantes do congresso tinha. Sob a desculpa de “manter a unidade contra o fascismo”, não se chamava a lutar contra os “imperialismos democráticos”, como os Estados Unidos.
A declaração expressava a seguinte conclusão: “Somos ardentes e devotos partidários da unificação do proletariado Latino-americano e de que este estreite os maiores laço possíveis com o proletariado dos Estados Unidos. Mas, como já havíamos dizendo, tal tarefa está entretanto por se realizar”.
Foi nessa oportunidade que Mateo Fossa pode realizar a famosa entrevista com Trotsky sobre a luta anti-imperialista 

## Uma Vida de Luta
Em 1939 Liborio Justo e Mateo Fossa fundam o Grupo Obrero Revolucionario (GOR) e publicaram o jornal “La Internacional”. Neste momento a polêmica central entre os trotskistas era sobre a questão da “libertação nacional”.
Em 1940, Liborio Justo e Mateo Fossa se articulam com grupos do interior e transformam o GOR na la Liga Obrera Revolucionaria (LOR) publicando “La Nueva Internacional”. Mais tarde, este grupo com alguns aportes de setores juvenis passam a publicar “Lucha Obrera”.
Nesta mesma época Antonio Gallo e Pedro Milesi, que polemizaram através das páginas de Inicial, com Liborio Justo e Mateo Fossa sobre a questão da “libertação nacional”, fundaram a Liga Obrera Socialista (LOS). A esta aderiram um grupo de operários ferroviários de Liniers, um grupo em La Plata, um em Rosario, militantes de Córdoba. Mais tarde Jorge Abelardo Ramos  entrará nesta organização.
Nesta época o trotskismo argentino aparece dividido nestes dois grupos principais. Em 1941 ocorreu a visita do delegado da IV Internacional,  Terence Phelan (Sherry Mangan), para impulsionar a unificação dos grupos trotskistas, negociações das quais se retiram Liborio Justo e a LOR por não concordar que as duas organizações deveriam unificar primeiro para depois discutir as diferenças políticas. 
Desta negociação surge o Partido Obrero de la Revolución Socialista (PORS) que publicou «Frente Obrero» até 1948.
En 1942 Liborio Justo rompe com a IV Internacional e Mateo Fossa sai da LOR.
Durante a Segunda Guerra Mundial Mateo Fossa começou a se aproximar e a luchar junto aos novos dirigentes operários que por sua vez se foram se aproximando do nascente e radical peronismo. Rechaçou a Unión Democrática (aliança eleitoral realizada em 1945 entre os partidos Unión Cívica Radical, Socialista, Comunista e Democrata Progressista) e sempre enfrentou a burocracia sindical, tinha esperança que surgisse do peronismo uma forte tendência clasista e internacionalista.
Na Década de 1960 integrou a Mesa Coordinadora Nacional de Jubilados, como secretário adjunto. No final de 1972 se somou a Frente de los Trabajadores que organizava o PST e após a sua formação passou a integrá-lo. Nas eleições de março de 1973 foi candidato a senador pela Capital.
Só deixou a atividade militante quando seu coração falhou.